# Georg Wilhelm Neunhertz

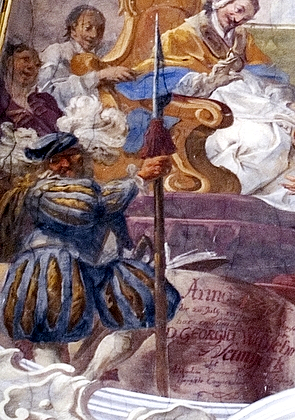
Krypto-Porträt Neunhertz' als Landsknecht

Georg Wilhelm Neunhertz (auch: Georg Wilhelm Josef Neunhertz; * getauft 11. Mai 1689 wohl in Breslau, Fürstentum Breslau; † 24. Mai 1749 in Prag) war ein deutscher Kirchenmaler, Zeichner und Kupferstecher.

## Biographie
Neunhertz wurde am 11. Mai 1689 in Breslau getauft. Seine Eltern waren der Maler Christian Neunhertz, der zwei Monate nach Georg Wilhelms Geburt verstarb, und Maria Magdalena (geborene Willmann), Tochter des Malers Michael Willmann, dessen Schüler er zunächst war. Nach dessen Tod 1706 wurde er durch dessen Stiefsohn Johann Christoph Lischka unterrichtet. Nach Lischkas Tod 1712 führte er die ehemals Willmannsche Werkstatt in Kloster Leubus weiter. 1724 übersiedelte er nach Prag, wo ihm größere Aufträge übertragen wurden. Dort erwarb er das Bürgerrecht und gehörte der Zunft der Maler an. Auch von Prag aus kehrte er wegen größerer Aufträge mehrmals nach Schlesien zurück. Seine Werke zeugen von einem hervorragenden Gespür für Farbe und Form. Obwohl er überwiegend als Kirchenmaler bekannt wurde, hinterließ er auch bedeutende Zeichnungen und Stahlstiche. Zu seinem Hauptwerk gehört das ikonographisch reiche Freskenprogramm für das schlesische Kloster Grüssau.

## Werke
In Deutschland
- Kloster Neuzelle
  - Malereien in der Vorhalle der Klosterkirche (1730)
  - Fresken in der Kuppel der Josefskapelle (1735)

In Schlesien
- Kloster Grüssau:
  - Klosterkirche Mariä Himmelfahrt: Wandmalereien (1733–1734)
  - Fresko mit Szenen aus dem Leben der Jungfrau Maria (1733–1735)
  - Mausoleum der Herzöge von Schweidnitz-Jauer: Wandgemälde mit der Geschichte der Abtei
  - St.-Maria-Magdalena-Kapelle: Fresken in den Spitzbogenblenden (1740)
  - Bethlehem, Wasserpavillon der Äbte: Architektonische Malereien (um 1730)
- Neumarkt, Pfarrkirche St. Andreas: Gemälde „Letztes Abendmahl“ und Gottvater (1716?)
- Liebenthal, Klosterkirche der Benediktinerinnen: Gewölbemalereien im Langhaus sowie Seitenkapellen-Gemälde „Flucht nach Ägypten“, „Darstellung im Tempel“, „Jesus im Tempel“; in der Chorkuppel: Stuckdarstellungen der Zwölf Apostel und der Vier Kirchenväter (1728–1730)
- Bunzlau, Pfarrkirche Mariä Himmelfahrt: Kreuzigungsgemälde und Fresko mit Darstellung der Hl. Dreifaltigkeit (1736)
- Schömberg, Pfarrkirche Hl. Familie: Gemälde Hl. Innozenz (1734)
- Sagan: Fresken für die Bibliothek des Augustiner-Chorherrenstifts Sagan (1736)
- Kloster Himmelwitz, ehemalige Klosterkirche: Gemälde Mariä Himmelfahrt (1740)

In Böhmen
- Kloster Strahov: Fresken in der Klosterkirche Mariä Himmelfahrt (1743–1744)

In Polen
- Kloster Ląd: Kuppelfresko der Klosterkirche (1731)
- Rydzyna, Schloss: Deckengemälde mit der Apotheose der Familie Sułkowski (1745)[2][3]
- Święta Góra (Heiligberg) bei Gostyń: Fresken für die Klosterkirche der Oratorianer